# Kabinett Lukács

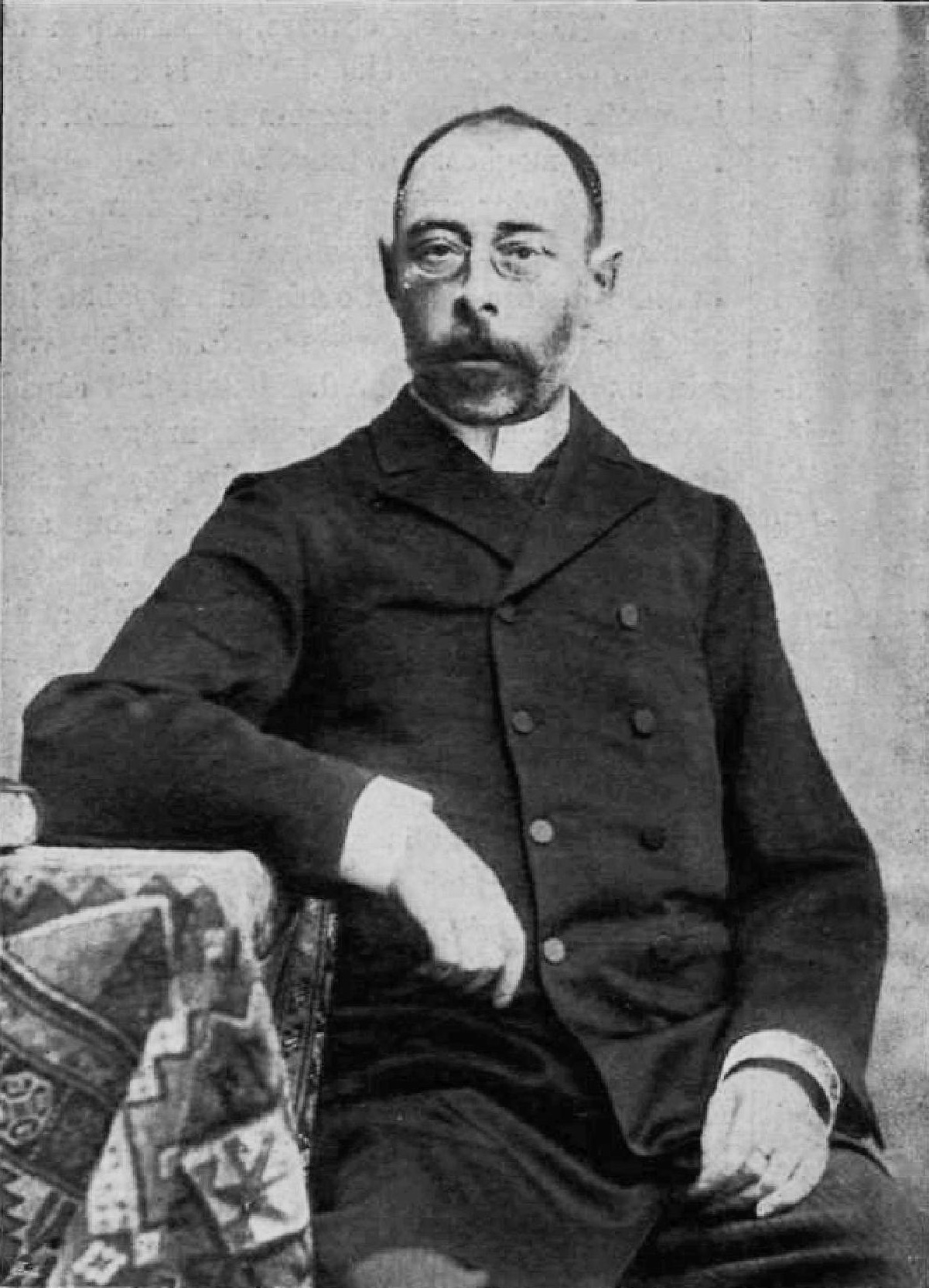
László Lukács

Das Kabinett Lukács war die Regierung des Königreichs Ungarn von 1912 bis 1913. Sie wurde vom ungarischen Ministerpräsidenten László Lukács am 22. April 1912 gebildet und bestand bis 10. Juni 1913.

## Minister
Parteien:
_ Nationale Partei der Arbeit (Nemzeti Munkapárt)
_ Kroatische Unionspartei (Horvát Unionista Párt)
| Amt                                                                            | Amtsträger | Amtsträger      | Beginn der Amtszeit | Ende der Amtszeit |
| ------------------------------------------------------------------------------ | ---------- | --------------- | ------------------- | ----------------- |
| Ministerpräsident, Innenminister, Minister am Allerhöchsten Hoflager (interim) |            | László Lukács   | 22. April 1912      | 10. Juni 1913     |
| Finanzminister                                                                 |            | János Teleszky  | 22. April 1912      | 10. Juni 1913     |
| Landesverteidigungsminister                                                    |            | Samu Hazai      | 22. April 1912      | 10. Juni 1913     |
| Minister für Kultus und Unterricht                                             |            | János Zichy     | 22. April 1912      | 26. Februar 1913  |
| Minister für Kultus und Unterricht                                             |            | Béla Jankovich  | 26. Februar 1913    | 10. Juni 1913     |
| Justizminister                                                                 |            | Ferenc Székely  | 22. April 1912      | 4. Januar 1913    |
| Justizminister                                                                 |            | Jenő Balogh     | 4. Januar 1913      | 10. Juni 1913     |
| Ackerbauminister                                                               |            | Béla Serényi    | 22. April 1912      | 10. Juni 1913     |
| Handelsminister                                                                |            | László Beöthy   | 22. April 1912      | 10. Juni 1913     |
| Minister für Kroatien-Slawonien-Dalmatien                                      |            | Géza Josipovich | 22. April 1912      | 10. Juni 1913     |